# 察伋
察伋（1305年—14世纪？），字士安，或作察级，塔塔儿氏，居莱州掖县（治今山东莱州市），元朝诗人。
察伋祖名禄普化，父名帖木耳。家有“昌节斋”，自号海东樵者。元顺帝元统元年（1333年）进士。授翰林编修。历任南台御史、经历，至正二十年（1360年）为江西廉访佥事。察伋与余阙为同榜进士，关系密切，余阙有《送普原理之南台御史兼简察士安》诗。善作诗，顾瑛、王逢都曾与他唱和。其诗作主要收入清顾嗣立编《元诗选》。《元诗选癸集》辑入他的诗三首。此外，如《元诗纪事》、偶桓《乾坤清气》等书中都曾收入他的诗。代表作有《题张溪云〈竹〉图》、《题钱舜举〈秋江待渡图〉》、《赵子昂天马图》与《送别曲》四诗传世。写景之作，善于精雕细刻，又富于想象，充满浪漫气质。